# Feners (Saldes)
Feners és una caseria del municipi de Saldes, al vessant meridional del Pedraforca, a l'esquerra de l'Aigua de Valls, aigua avall de l'Espà, parròquia de la qual depèn. Al segle xiii pertanyia als Pinós (anteriorment havia rebut una carta de franqueses dels comtes de Cerdanya), que la feren fortificar. El conjunt és protegit com a bé cultural d'interès local.
El conjunt fortificat de Ferners es troba al sud-est del nucli de Saldes, a la vall formada pel pas del riu Aigua de Valls al peu del Pedraforca. S'hi accedeix des d'una pista que surt a l'esquerra de la carretera de Saldes a Gósol. El conjunt està integrat per diferents habitatges, els porxos externs i la capella de Sant Antoni. L'estructura original del nucli és medieval però ha patit diverses transformacions al llarg del temps.

## Urbanisme
El conjunt presenta un grup central d'habitatges distribuïts en dues fileres paral·leles amb un passadís central tancat als dos extrems amb portes d'arc de mig punt adovellades. Des d'aquest corredor es podia accedir als habitatges i així els murs externs de les cases feien funció de muralla. En alguns murs trobem restes d'espitlleres de tipologia medieval a la planta baixa. Cada una de les cases disposa d'un porxo extern probablement construït a finals del segle xvii.
Actualment, el corredor es troba en mal estat, ple de vegetació i barrat a la porta nord per evitar-ne l'accés.
La distribució dels habitatges és majoritàriament la següent: planta baixa, pis i golfes, teulada a doble vessant amb carener perpendicular a la façana.
A la banda de ponent trobem dos habitatges: Cal Franquesa, es troba a l'angle sud-oest conserva les façanes originals en pedra -amb espitlleres i finestres petites al primer pis-. Els murs, més gruixuts a la base, són fets de pedra ben escairada i filades ben ordenades. La casa està abandonada i l'estat de conservació és molt dolent: murs esberlats i esfondrats, així com la teulada i els forjats. Conserva l'estructura constructiva originària amb les característiques de fortificació, i Cal Calderer, situat a l'angle nord-oest del conjunt, els murs del qual són rehabilitats amb morter de calç que tapa el parament de pedra antic.
Al costat de llevant hi ha Cal Caseta, situat a l'angle sud-est del conjunt, ha estat rehabilitat recentment (malauradament s'ha arrebossat amb ciment, la qual cosa trenca la unitat del conjunt), Cal Musoi, és a l'angle nord-est del conjunt, al davant de la façana se li ha afegit una ala en forma de L, coberta amb un aiguavés, Cal Plata i Cal Punis, localitzats entre els anteriors presenten l'aspecte d'una sola casa, tot i que té dues portes, una amb llinda de fusta i l'altra d'arc rebaixat de maó, posat en forma de plec de llibre. La casa consta de planta baixa, pis i golfes, teulada a doble vessant amb carenera paral·lel a la façana principal. Conserva les façanes de pedra ben escairada i ben disposada. Cal Vilaseca Aquesta casa a l'extrem nord-est, davant del porxo de Cal Punis, queda independent del conjunt. La seva tipologia, es tracta d'un edifici d'una sola planta, cobert amb una teulada a doble vessant, és similar a la dels porxos. Podria haver estat construïda entre finals del segle xvii i inici del segle xviii. Una part de la casa es va esfondrar.
S'accedeix a tots els edificis, excepte Cal Franquesa, per la façana exterior del conjunt. Entre els segles xvii i XVIII es van dividir els espais interiors i es va modificar la forma d'accedir als edificis.
Gairebé tots els habitatges tenen un porxo que servia per guardar la palla i els animals de corral. L'estructura consta de planta baixa i assecador al primer pis, coberta de teula àrab a doble vessant i amb una era oberta davant la façana sud. El de Cal Punis és diferent i els de Cal Franquesa i Cal Caseta estan en ruïnes. El cobert de Cal Vilaseca fou construït posteriorment. És de maó i aprofita una antiga construcció. El porxo de Cal Musoi Es troba al costat sud del conjunt fortificat. Consta de planta baixa i pis amb cobert amb teulada a doble vessant amb carener perpendicular a la façana principal orientada a migdia. En la rehabilitació s'ha emprat arrebossat de ciment per consolidar els murs de pedra. Al davant hi ha una era enrajolada.
El Porxo de Cal Caseta presenta una estructura de planta i pis amb una teulada a doble vessant amb carener perpendicular a la façana principal on hi ha la porta amb llinda de fusta. Porxo de Cal Franquesa està en ruïnes i només se'n conserva el perímetre. Segons un testimoni hi havia una casa, a més a més del porxo. El porxo de Cal Punis és diferent de la resta. Està format per dos edificis allargats que formen angle recte tenen una era enrajolada davant que queda tancada amb un baluard. L'edifici principal és de planta i pis (que servia d'assecador de la palla), amb coberta a doble vessant amb carener perpendicular a la façana que s'obre al migdia. L'altre edifici també és de planta i pis, però amb coberta a una sola vessant. El baluard és tancat amb un mur de pedra i té porta coberta amb teuladeta.
La capella de Sant Antoni de Feners és una església petita, d'una sola nau, amb presbiteri quadrat, coberta amb volta de canó interna i teulada a doble vessant de teula àrab. Segueix la tipologia de les capelles barroques de la zona de muntanya. Al mur de ponent trobem la porta, d'arc rebaixat amb dovelles i un òcul més amunt. Al costat de la porta hi ha una finestra i campanar d'espadanya. A l'interior es conserven pintures murals al presbiteri i al sostre i també un retaule neoclàssic d'estructura arquitectònic que acull la imatge del sant. Aquesta església fou construïda al segle xviii, moment d'augment de la població tal com es posa de manifest amb la construcció de les pallisses. Era de la parròquia de l'Espà, actualment depèn de Saldes. El 13 de juny se celebra missa per Sant Antoni, patró, i en acabar es canten els goigs coneguts com Els Pajaritos, ja que la lletra narra el miracle que el sant obrà als 8 anys en salvar camps i collites del pillatge dels ocells. Aquests goigs estan escrits en castellà.

## Altres elements
- Camí ramader de Feners. La Carrerada: La carrerada de Feners és un dels camins ramaders d'origen medieval que travessen el terme de Saldes, amb la peculiaritat que al pas pel conjunt fortificat de Feners el camí està delimitat a banda i banda per murs de pedra d'un metre d'alçada aproximadament i amb una amplada de prop de dos metres. El camí prové Fraumir, seguint la ruta de l'actual GR 107, pujant cap a Feners i d'aquí cap als prats del Cadí passant pel pas dels Gosolans.[3]
- Molí de Feners: De l'antic molí de Feners tan sols restes algunes parets de poca alçada a prop del torrent Aigua de Valls. Deixen veure un edifici de planta rectangular, de pedra, del que encara es conserva el cacau de volta de canó. No és visible la bassa ni el canal. La primera dada documental del molí data del 1326, quan Pere, fill de Ramon de la Franquesa, es casà amb Sibil·la, filla de Guillem sa Riera de Bagà, i heretava el mas Franquesa amb les terres, el molí, les cases, els drets i totes les pertinences que el mas tenia a Feners i al terme.[4]
- Farga de Feners: Es troba al costat de la riera Aigua de Valls i a l'altra banda hi ha les restes del molí de Feners, es tracta d'una masia d'estructura clàssica coberta amb teulada a doble vessant de teula àrab amb carener paral·lel a la façana principal que s'obre a tramuntana, de planta baixa, pis i golfes sota teulada. Aquesta façana és simètrica i disposa d'una porta allindanada amb dovelles situada al centre de la façana amb finestres a cada costat. Les finestres del pis tenen llindes d'arc rebaixat de maó posat a plec de llibre. La casa està adaptada a segona residència, perdent els elements antics de la farga que s'havien conservat anteriorment. Construïda a finals del segle xvii o principis del xviii. També propietària del molí fariner que tenia una petita serradora. El topònim l'associa a una producció de tractament del ferro, tot i que aquesta activitat s'abandonaria aviat, ja que no resta documentació, dedicant la producció al molí. Aquesta zona, propera a l'Espà, té jaciments d'òxid de ferro de gran qualitat, i a Maçaners hi ha de manganès. Això, i la possibilitat d'obtenció de carbó, van afavorir que prosperés aquest tipus de producció de ferro.[5]

## Història
No es conserva documentació històrica dels orígens d'aquest vilatge fortificat, essent la primera data coneguda documental l'any 1289 quan els barons de Pinós, Galceran i la seva muller Berenguera, van confirmar la carta de franqueses atorgades anteriorment pels comtes de Cerdanya als habitants del lloc de Feners, especificant en aquest document l'existència d'un vilatge fortificat. En aquest document es reitera l'exempció per obres i treballs a la fortalesa dels dominis senyorials dels Pinós i al mateix lloc, no fent esment de noves construccions al lloc. Per tant, sabem que al segle xiii pertanyia als senyors de Pinós, i anteriorment als comtes de Cerdanya.
L'any 1316 són documentades les obres de fortificació del lloc, en les que participaren els habitants de Feners a canvi de l'exempció d'impostos durant un període de sis anys, així com veïns de Gresolet, fet pel cavaller Pere de Santa Eulàlia, procurador de la Baronia de Pinós.
Al segle xiv hi havia els masos Feners, Isern, Novell i Ribelles, a més del molí. Els propietaris dels masos eren pagesos afocats, propis i solius.
El 1439, hi ha notícia del mas Ribelles de Feners. Al segle xvii era lloc pertanyent al Duc d'Alba, que van rebre part de l'herència dels Pinós al segle xvi en estroncar-se la línia generacional.
L'estructura medieval arquitectònica del conjunt fou alterada al segle xvii i XVIII en adaptar la construcció a les necessitats de les noves masies, moment en què es construeixen les pallisses i la capella de Sant Antoni amb estructura corresponent al segle xviii.